# Cmentarz żydowski w Kętrzynie
Cmentarz żydowski w Kętrzynie – kirkut powstał na początku XIX wieku. Mieścił się przy placu Słowiańskim. Ostatni pogrzeb miał miejsce w 1939 roku. W czasie II wojny światowej został zdewastowany. Obecnie część nekropolii stanowi cmentarz komunalny, na pozostałej zlokalizowano zajezdnię autobusową. Nie zachowała się żadna macewa.